# Jovian
Jovian (ca. 332 – 17. februar 364) var romersk kejser fra 26. juni 363 til sin død. Jovian blev udråbt til kejser, efter at forgængeren Julian den Frafaldne var faldet i kamp under en mislykket invasion af Persien.
Da Jovian blev hyldet, befandt hæren sig fortsat dybt inde på persisk territorium, så Jovians første opgave var at bringe hæren tilbage i sikkerhed. Det blev snart klart, at den persiske hær spærrede tilbagetoget, så Jovian blev tvunget til at indlede forhandlinger med persernes kong Shapur II (død 379). I forhandlingerne blev Jovian tvunget til at opgive de fem provinser i romersk Mesopotamien, som var erobret af kejser (Maximian Herculius. Med dem fulgte en række vigtige grænsebefæstninger, som var en central del af forsvaret mod Persien.
I modsætning til sin forgænger, den frafaldne Julian, var Jovian kristen og tilhænger af den nikænske trosbekendelse. En af hans første handlinger som kejser var at genindføre kristendommen som statsreligion. Tilbage på romersk territorium besøgte han først Antiochia, som var den største by i den østlige del af riget. Her blev han rodet ind i valget af en biskop, og først i oktober var han klar til at fortsætte mod Konstantinopel. Men ved Dadastana på grænsen mellem Bithynien og Galatien døde han pludselig. Dødsårsagen er ikke kendt. Kilderne foreslår suppeforgiftning, kulosforgiftning eller et komplot.[kilde mangler]